# Retziana-(Ce)
La retziana-(Ce) és un mineral de la classe dels arsenats. Va ser descrita per primera vegada per Sjögren l'any 1894 com un nou mineral provinent de la mina Moss (Suècia). L'any 1968, Moore va presentar les dades cristal·logràfiques. Un nou examen del material tipus realitzat per Duun i Sturman l'any 1982 va mostrar que es tracta d'un mineral ric en ceri, sent redefinit i reanomenat com retziana-(Ce), de conformitat amb les normes de Levinson. Rep el seu nom d'Anders Retzius Jahon (1742-1821), naturalista suec i professor de botànica.

## Característiques
La retziana-(Ce) és un arsenat de fórmula química Mn₂2+Ce(AsO₄)(OH)₄. Cristal·litza en el sistema ortoròmbic. La seva duresa a l'escala de Mohs és 4.
Segons la classificació de Nickel-Strunz, la retziana-(Ce) pertany a «08.B - Fosfats, etc. amb anions addicionals, sense H₂O, amb cations de mida mitjana i gran, (OH, etc.):RO₄ = 4:1» juntament amb els següents minerals: retziana-(La), retziana-(Nd), paulkel·lerita, kolitschita i brendelita.

## Formació i jaciments
És un mineral rar que es troba a les cavitats de dolomita porosa, on sol trobar-se associada a altres minerals com la jacobsita i la pirocroïta. Va ser descoberta a la mina Moss, a Nordmark Odal Field, a Filipstad (Värmland, Suècia). També ha estat descrita al complex alcalí de Pilanesberg, al districte de platí de Bojanala (Sud-àfrica).